# 先鋒運載火箭
先鋒運載火箭（Vanguard）成為美國將衛星送入軌道的第一枚運載火箭。相反，由於史普尼克1號的意外發射而引發的史普尼克危機，美國在先鋒測試飛行器三號發射失敗後，使用朱諾1號運載火箭迅速將先鋒一號衛星送入軌道，使先鋒一號衛星成為美國第二次成功的軌道發射。
1957年至1959年，先鋒計畫使用了先鋒運載火箭。該計畫嘗試發射的十一枚先鋒運載火箭中，有三枚成功將衛星送入軌道。先鋒火箭是美國和蘇聯太空競賽的重要部分。